# Samuele Bacchiocchi
Samuele Bacchiocchi (Roma, 29 gennaio 1938 – Berrien Springs, 20 dicembre 2008) è stato un teologo italiano appartenente alla Chiesa Avventista del Settimo Giorno.
Fu conosciuto soprattutto per il suo lavoro sul ruolo del sabato nella religione cristiana, in particolare nel saggio storico From Sabbath to Sunday, basato sulla sua tesi di dottorato alla Pontificia Università Gregoriana, nel quale difese il valore del sabato come prescrive il capitolo 23 del Levitico. Fu noto nell'ambiente avventista anche per la sua opposizione alla musica rock (inclusa la musica cristiana contemporanea), l'uso di gioielli, la celebrazione del Natale e della Pasqua, certi stili di abbigliamento e l'uso di bevande alcoliche.

## Biografia
Bacchiocchi nacque a Roma il 20 gennaio 1938.
Ottenne un diploma di Bachelor of Arts in teologia al Newbold College in Inghilterra, seguito da un Master of Arts e un Bachelor of Divinity all'Andrews University in Michigan, negli Stati Uniti, terminando i corsi nel 1964. Bacchiocchi si trasferì come missionario con sua moglie Maria Zeferina Gandin  a Kuyera, nella regione di Oromia in Etiopia, dove tenne lezioni sulla Bibbia e sulla storia.
Nel 1969 la coppia fece ritorno a Roma, dove Bacchiocchi studiò alla Pontificia Università Gregoriana. Fu il primo non cattolico ad esservi ammesso dalla sua fondazione nel XVI secolo. Completò nel 1974 il suo dottorato in Storia della Chiesa avente come argomento il declino dell'osservanza del sabato agli albori della chiesa cristiana, sulla base delle sue ricerche nelle biblioteche vaticane.
Bacchiocchi insegnò teologia e storia della chiesa al dipartimento di religione dell'Università Andrews dal 1974 fino al suo pensionamento nel 2000. Tenne regolarmente dei seminari in tutto il mondo, e scrisse molti articoli e libri pubblicati in proprio su argomenti biblici. 
A maggio del 2007, Bacchiocchi annunciò di soffrire di cancro al fegato e al colon. Soccombette al quarto stadio del tumore al fegato il 20 dicembre 2008, lasciando la moglie e tre figli.

## Influenza
Nel 1977 Bacchiocchi pubblicò From Sabbath to Sunday, che documentava la transizione storica dall'osservanza del sabato a quella della domenica agli albori del cristianesimo per motivi sociali, politici e influenze del paganesimo, ed anche l'attenuazione di quanto veniva prescritto ai fedeli per il giorno festivo. Il libro ebbe un'influenza slla comunità accademica sia all'interno che all'esterno dell'avventismo. Prima del suo lavoro, gli avventisti del Settimo Giorno si erano focalizzati sul ruolo giocato, nella transizione dal sabato alla domenica, dal papa, o dall'imperatore romano Costantino I, che promulgò leggi che dichiaravano la domenica giorno di riposo per chi non lavorasse nell'agricoltura. In seguito al lavoro di Bacchiocchi gli avventisti hanno enfatizzato il fatto che lo spostamento dal sabato alla domenica fu un processo più graduale.
Bacchiocchi ha influenzato anche la Worldwide Church of God, che fino al 1995 ha appoggiato il mantenimento del sabato come giorno festivo, ed altri gruppi consimili.

## Pensiero
Bacchiocchi appoggiava le austere abitudini della tradizione avventista, come la dieta vegetariana, l'astinenza da alcolici, caffè e tè e l'esclusione della musica rock dalle funzioni religiose.
In una newsletter avanzò un'ipotesi, estendendo l'interpretazione tipica dell'ambiente avventista (e storicamente protestante) secondo la quale l'Anticristo corrisponderebbe al papato di Roma, per includervi anche l'islam, che, come riferì, gli procurò molti "messaggi d'odio".

## Controversia sui titoli accademici
Negli anni 2000 ci furono alcune controversie sul fatto che Bacchiocchi si fosse addottorato summa cum laude e che avesse ricevuto una medaglia d'oro papale e l'imprimatur cattolico ufficiale per la sua testi di dottorato alla Pontificia Università Gregoriana. Una lettera ufficiale dichiarò che Bacchiocchi non aveva mai avuto questi riconoscimenti. Al 2007 entrambe le parti convennero che aveva ricevuto la summa cum laude e la medaglia d'oro papale per la Licentia (una fase del programma di dottorato); e solo una magna cum laude per il Doctoratus in sé. Bacchiocchi difese le sue azioni sottolineando che la differenza tra  Licentia e Doctoratus è piccola e che non sarebbe stata compresa dalla maggior parte degli anglofoni.

## Accuse d'influenze gesuitiche
Bacchiocchi fu l'oggetto di speculazioni sul fatto che fosse un gesuita sotto copertura che si sarebbe infiltrato nella chiesa avventista su incarico del Vaticano. Sul suo sito Biblical Perspectives rispose alle cinque accuse principali mossegli:
- essere una spia dei gesuiti;
- aver rifiutato l'interpretazione avventista del numero 666 come il titolo papale Vicarius Filii Dei;
- credere che Ellen Gould White avesse i normali limiti umani e che il suo libro Il Gran Conflitto contenesse delle imprecisioni;
- mettere in discussione la legitimità delle date (dal 538 al 1798) nella profezia dei 1260 anni;
- promuovere l'osservanza liturgica delle feste veterotestamentarie.

In un'intervista con lo storico avventista James Arrabito, l'attivista anticattolico Alberto Rivera Romero (che sosteneva di essere stato egli stesso un gesuita, cosa che le fonti cattoliche mettono in discussione) che il libro di Bacchiocchi From Sabbath to Sunday facesse parte di un disegno per convertire gli avventisti.
Nel libro del 2009 The Final Inquisition pubblicato dall'avventista Danny Vierra presso l'AB Publishing, l'autore s'interrogò sull'impatto che ebbero sulla teologia di Bacchiocchi i cinque anni di studi dottorali presso un'università papale fondata da Ignazio di Loyola.

## Opere
Bacchiocchi fondò una piccola casa editrice non accademica chiamata "Biblical Perspectives", con la quale pubblicò 16 libri scritti da lui, oltre a un libro di Graeme Bradford. Fu l'autore principale della newsletter Endtime Issues.
Sul sabato
- (EN) From Sabbath to Sunday: A Historical Investigation of the Rise of Sunday Observance in Early Christianity, Rome, Pontifical Gregorian University, 1977 (archiviato dall'url originale il 10 giugno 2007).
- (EN) Divine Rest for Human Restlessness: A Theological Study of the Good News of the Sabbath for Today, Berrien Springs, Biblical Perspectives (archiviato dall'url originale il 7 agosto 2007). Edizione italiana  Riposo divino per l'inquietudine umana : uno studio teologico della buona notizia del riposo per il tempo attuale, collana L'uomo e il tempo, traduzione di Franco Mosca, n. 2, Impruneta, A.d.V., 1983, ISBN 88-7659-001-3.
- (EN) The Sabbath in the New Testament: Answers to Questions, Berrien Springs, Biblical Perspectives (archiviato dall'url originale il 7 agosto 2007).
- (EN) The Sabbath Under Crossfire: A Biblical analysis of Recent Sabbath/Sunday Developments, Berrien Springs, Biblical Perspectives (archiviato dall'url originale il 7 agosto 2007).[16]

Altri argomenti
- (EN) Immortality or Resurrection? A Biblical Study on Human Nature and Destiny, Berrien Springs, Biblical Perspectives (archiviato dall'url originale il 7 agosto 2007). Edizione italiana  Immortalità o risurrezione? : Ricerca biblica sulla natura e il destino dell'uomo, collana L'uomo e il tempo, n. 15, Impruneta, A.d.V., 2003, ISBN 88-7659-133-8.
- (EN) The Advent Hope for Human Hopelessness. A Theological Study of the Meaning of the Second Advent for Today, Berrien Springs, Biblical Perspectives (archiviato dall'url originale il 7 agosto 2007). Edizione italiana  La speranza dell'avvento : significato ed implicazioni della speranza nell'imminente ritorno di Cristo, traduzione di Maria De Meo, Impruneta, A.d.V., 1987, ISBN 88-7659-029-3.
- (EN) Wine in the Bible: A Biblical Study on the Use of Alcoholic Beverages, Berrien Springs, Biblical Perspectives (archiviato dall'url originale il 7 agosto 2007). Edizione italiana  Il vino nella bibbia : uno studio biblico sulle bevande alcoliche, prefazione di Giuseppe De Meo, Berrien Springs, Biblical Perspectives, 1990.
- (EN) The Christian & Rock Music: A Study on Biblical Principles of Music, Berrien Springs, Biblical Perspectives. URL consultato il 2 settembre 2023 (archiviato dall'url originale l'11 febbraio 2021).
- (EN) Women in the Church: A Biblical Study on the Role of Women in the Church, Berrien Springs, Biblical Perspectives (archiviato dall'url originale il 7 agosto 2007).
- (EN) Christian Dress and Adornment, Berrien Springs, Biblical Perspectives (archiviato dall'url originale il 7 agosto 2007).
- (EN) The Passion of Christ: In Scripture and History, Berrien Springs, Biblical Perspectives (archiviato dall'url originale il 20 settembre 2007).
- (EN) The Marriage Covenant: A Biblical Study on Marriage, Divorce, and Remarriage, Berrien Springs, Biblical Perspectives (archiviato dall'url originale il 20 settembre 2007).
- (EN) Hal Lindsey’s Prophetic Jigsaw Puzzle: Five Predictions that Failed!, Berrien Springs, Biblical Perspectives (archiviato dall'url originale il 20 settembre 2007).
- (EN) God's Festivals in Scripture and History, vol. 1: The Spring Festivals, Berrien Springs, Biblical Perspectives (archiviato dall'url originale il 27 settembre 2007).
- (EN) God's Festivals in Scripture and History, vol. 2: The Fall Festivals, Berrien Springs, Biblical Perspectives (archiviato dall'url originale il 27 settembre 2007).
- (EN) The Time of the Crucifixion and the Resurrection, Berrien Springs, Biblical Perspectives (archiviato dall'url originale il 27 settembre 2007).
- (EN) Popular Beliefs, Are They Biblical?, Berrien Springs, Biblical Perspectives (archiviato dall'url originale il 30 maggio 2013).